# Dirk Hermansz van Herxen

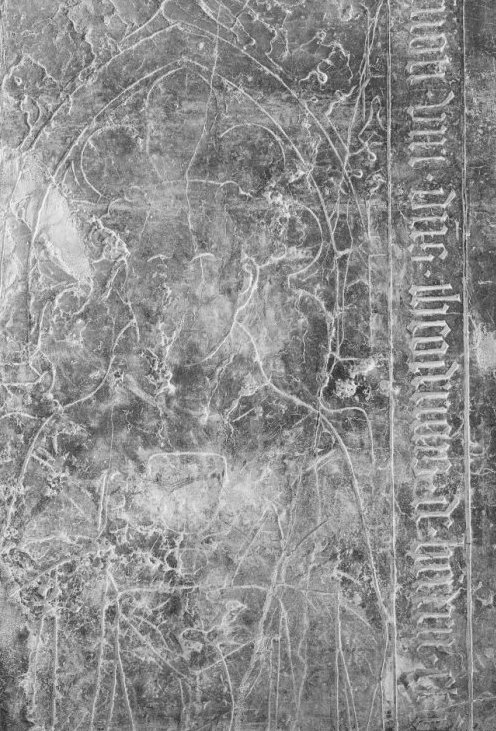
Grafplaat (detail) te Windesheim

Dirk Hermansz van Herxen (Dirc van Herxen; Latijn: Theodoricus Harx) of De Haix (ca. 1381 – Zwolle, 21 maart 1457) was een theoloog en priester in de Broeders van het Gemene Leven. Hij wordt na Geert Grote en Florens Radewijns gezien als de belangrijkste figuur in de Moderne Devotie.

## Biografie
Dirk Hermansz van Herxen werd geboren als de zoon van Herman toe Noordbergen (Noertberghe) en Griete van Windesheim, beiden uit welvarende families. Hij studeerde tussen 1394 en 1405 aan de Kapittelschool in Deventer, waarna hij in 1409 in het Rijke Fratershuis werd opgenomen en tot priester is gewijd. Onder de hoede van Gerard Scadde van Calcar voltooide Dirk zijn theologische studie en werd, na het overlijden van Van Calcar, in 1409 benoemd tot de tweede rector van het Rijke Fratershuis. In 1424 werd hij benoemd tot Omnium devotorum generalis pater. Van Herxen was betrokken bij de stichting van fratershuizen in Doesburg, Groningen, Harderwijk en 's-Hertogenbosch. Ook heeft hij enkele zustershuizen gesticht. Dirk van Herxen bleef tot zijn dood rector en werd op kloostergrond van de Congregatie van Windesheim begraven. De grafplaat is deels bewaard gebleven. Hij was de oom van Hendrik van Herxen, die ook rector van het Rijke Fratershuis zou worden.

## Herinnering
Sinds 2018 is er een fietsroute rond de Moderne Devoot Dirk van Herxen.

## Werken
- De Innocentia servanda
- De Moriendi desiderio, notabilia quaedam
- Speculum juvenum
- Disputatio et obiuratio cuiusdam qui detrahebat devotis personis
- De utilitate monachorum
- Collatieboeken
- Onderricht voor den biechtvader van een zusterhuis (Copulata pro confessore sororum) geschriften
- Me juvat laudes canere (lied)
- Och Heer der hemelen stichter (lied)[8]

- Bibliothèque nationale de France: cb161948215 (data)
- Digitale Bibliotheek voor de Nederlandse Letteren: dirc002
- Gemeinsame Normdatei: 10096205X
- International Standard Name Identifier: 0000 0001 2037 071X
- Library of Congress Control Number: n2010035102
- Nederlandse Thesaurus van Auteursnamen: 07008050X
- LIBRIS: 344972
- Système universitaire de documentation: 171805615
- Virtual International Authority File: 39733609
- WorldCat: E39PBJbCTxYVfB3k7BkwfWc773